# 蜃気楼の少年
蜃気楼の少年（しんきろうのしょうねん）は、宮崎惇の小説。
1982年4月1日に徳間文庫より発売。

## 書誌情報
- 『蜃気楼の少年』宮崎惇、徳間文庫、1982年4月1日発売、ISBN 9784196573029